# Jared Huffman
Jared William Huffman (Independence, Missouri, 1964. február 18. –) amerikai demokrata politikus, 2013 óta Kalifornia állam második választókerületének képviselője az Egyesült Államok törvényhozásának alsóházában.

## Életpályája
Huffman 1964-ben született Missouri államban. Édesanyja egyedül nevelte őt és két testvérét, édesapja akkor hunyt el, amikor Huffman 19 éves volt. 1982-ben végezte el a gimnáziumot a William Chrisman High School-ban, alapfokozatú diplomáját 1986-ban szerezte politikatudomány szakon, 1990-ben végzett a Boston College jogi karán.
Miután Boston College csapatában is játszott, az Egyesült Államok röplapda-csapatában is csapattag volt, abban az időben, amikor azt a világon elsőként jegyezték. Ezután a jogi karrier felé fordult, közérdekű ügyvédként dolgozott, fő sikerei közt szerepelt a nemi- és rasszalapú diszkrimináció ellen folytatott ügyei. Később a közszolgálat felé fordult, helyi politikában dolgozott, 12 évet szolgált a MMWD-nél, mely ivóvizet biztosít Marin megye egyes részein. 2006-ban választották be Kalifornia állam törvényhozásába, ahol hat évet szolgált. Első választását három ellenfél ellen nyerte meg, a szavazatok 65 százalékát szerezte meg. Fő fókusza a törvényhozásban is a környezetvédelem volt, egy vonatkozó bizottságot ő vezetett.
Kétszer választották újra, 2008-ban és 2010-ben.
2012-ben indult Kalifornia 2. választókörzetének képviselőségéért az Egyesült Államok törvényhozásának alsóházába. A versenyt Daniel W. Roberts republikánus jelölt ellen vívta, ám könnyedén, a szavazatok 70 százalékát megszerezve győzött. Azóta ötször választották újra, 2014-ben, 2016-ban, 2018-ban, 2020-ban, és 2022-ben. Legnagyobb sikerei a Kongresszusban a természethez, és annak védelméhez kötődnek, akár a kaliforniai törvényhozásban, a képviselőházban is befolyásos tagja a természetvédelmi bizottságoknak.

## Politikája
Huffman tagja a Kongresszusi Progresszív Kaukusznak, mely a Demokrata Párt baloldalibb csoportosulása. Kampánya szerint támogatja többek közt a természetvédelmet, a klímaváltozással való megküzdést, a vallástalanságot, a fegyverek nagyobb mértékű szabályozását, az oktatás, specifikusabban a speciális oktatásra szorulók nagyobb mértékű támogatását, a garantált egészségügyet és a bevándorlási rendszer megreformálását.